# Rudolph August von Hoffmann
Rudolph August von Hoffmann (* 1700 in Walbeck bei Halberstadt; † 5. September 1759 in Dresden) war ein königlich preußischer Oberst und Chef des Füsilier-Regiments Nr. 44.

## Leben
Er kam 1714 als Kadett in preußische Dienste. Unter König Friedrich Wilhelm I. wurde er in das Regiment Nr. 21 (Jung-Dönhof) versetzt. Er wurde dort am 27. November 1725 Premier-Lieutenant. Im Jahr 1735 wurde er wegen eines Duells mit einem Hauptmann von Grumbkow entlassen. Hoffmann ging daraufhin in österreichische Dienste. Als aber 1740 Friedrich II. König wurde, holte dieser ihn zurück und gab ihm eine Kompanie in dem neuen Regiment Nr. 39 (Braunschweig). 1744 marschierte er in den Zweiten Schlesischen Krieg und wurde am 14. November 1744 zum Major ernannt. Im April 1745 geriet er in österreichische Gefangenschaft, wurde aber bald wieder ausgetauscht.
Zwischen den Kriegen am 12. September 1753 wurde er Oberstleutnant. Mit Beginn des Siebenjährigen Krieges wurde er im Februar 1757 Oberst. Im Jahr 1759 erhielt er das Regiment Nr. 44 (Jungken). Er kämpfte mit seinem Regiment in Sachsen und besonders bei der Belagerung von Dresden durch die Österreicher. Kurz vor der Übergabe der Stadt hatte er einen heftigen Streit mit den Hauptmann Christian David von Sydow. Der Hauptmann stand Wache und befahl seinen Leuten, auf den Oberst zu schießen. Er wurde schwer im Leib und am Arm getroffen und starb am 5. September 1759 an seinen Verletzungen.

## Familie
Er war verheiratet. Seine Tochter Marie Elisabeth von Hoffmann (1728–1805) war mit Johann Friedrich von Hirschfeld (1711–1757) verheiratet, deren Sohn Karl Friedrich von Hirschfeld wurde ebenfalls preußischer General.